# Adrián Jacobo Bengolea
Adrián Jacobo Bengolea fue un médico cirujano argentino del siglo XX, con destacada actuación en el ámbito hospitalario.

## Biografía
Adrián Jacobo Bengolea Demaría nació en la ciudad de Buenos Aires el 27 de octubre de 1887, hijo de Ismael Bengolea Llobet (1857-1948), doctor en medicina, diputado y senador de la legislatura de la provincia de Buenos Aires, y de Adriana Justa Demaría Arana. 
Siguió sus estudios superiores en la Facultad de Medicina de la Universidad de Buenos Aires y en el año 1908 ingresó al Hospital Rivadavia como practicante.
En 1911 se graduó de médico ingresando como agregado al servicio del doctor Luis Villa.
El 27 de mayo de 1914 casó con María Cristina de Elía Ocampo, hija de Angélica Rosalía Ocampo Ocampo y de Agustín Justo de Elía Ramos Mejía, con quien tuvo varios hijos: Francisco Jacobo, María Cristina, María Teresa, Arturo Jacobo, Miguel María y Adrián Jacobo Bengolea Elía.
En 1918 fue nombrado jefe de clínica en el servicio del doctor Arturo Zabala. En 1923 se convirtió en subjefe del servicio, en 1924 en jefe y entre 1936 y 1946 se desempeñó como director del citado hospital. En dicho período creó los servicios de Nutrición y Endocrinología y el Centro Anticanceroso, y promovió entre sus médicos la investigación y la cirugía experimental logrando un nivel científico de primer nivel.
Entre los años 1921 a 1947 efectuó tres viajes a Europa, en uno de los cuales se desempeñó como relator del Congreso Internacional de Cirugía de Estocolmo (1939). 
Fue presidente de la Sociedad Argentina de Cirugía y en 1947 designado miembro de número de la Academia Nacional de Medicina.
Escribió libros relacionados con la historia de la profesión y de carácter técnico, entre ellos Relatos, memorías y discusiones (1930), Andrés Francisco Llobet, 1861-1907 (1945) y El Sondeo duodenal como medio de diagnóstico y de tratamiento de las afecciones del hígado y de las vías biliares (1953).
Falleció en 1950.